# Bulbul de Bourbon
Hypsipetes borbonicus
Espèce
Statut de conservation UICN

 NT  : Quasi menacé
Le Bulbul de Bourbon, parfois appelé Merle pays ou Bulbul de la Réunion (Hypsipetes borbonicus) est une espèce de passereaux de la famille des Pycnonotidae. Cette espèce forestière est endémique de l'île de La Réunion. Elle ressemble au Bulbul de Maurice (Hypsipetes olivaceus) présent sur l'île Maurice.

## Régime alimentaire
Le Bulbul de Bourbon, habituellement frugivore, chasse aussi les insectes pour le nourrissage des jeunes.

## Population, protection et menaces

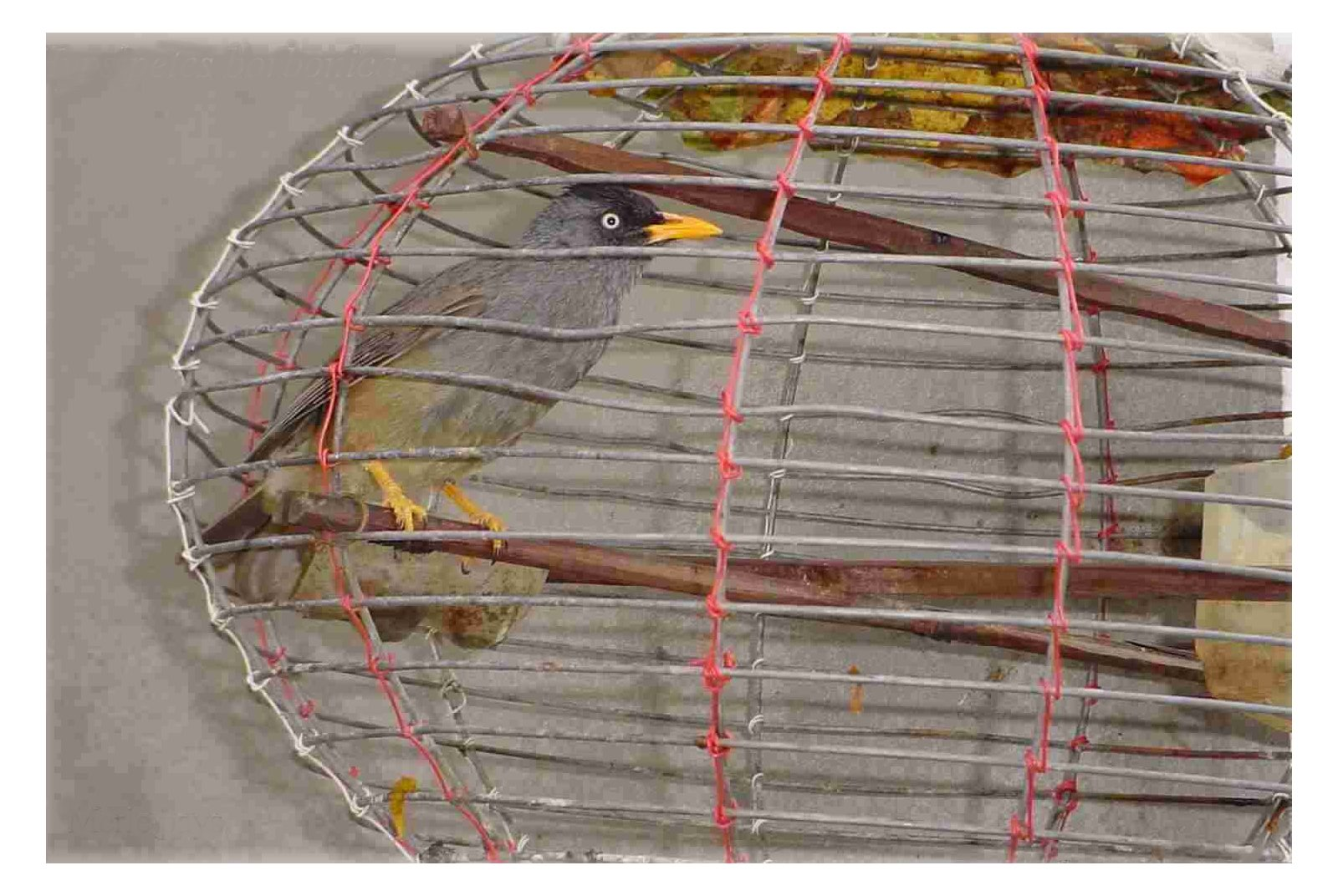
La capture des Bulbuls de la Réunion, à des fins alimentaires ou pour en faire des oiseaux de compagnie maintenus en cage, avait provoqué une diminution sensible des populations. Malgré la protection légale dont bénéficie l'espèce, des cas de braconnage sont toujours constatés.

Le Bulbul de Bourbon est une espèce typiquement forestière dont la population totale était estimée en 2005 à 41 000 individus. Sans être commune, elle n'est pas actuellement menacée de disparition, mais il semble d'après les récits anciens que les effectifs étaient autrefois plus importants. Sa chasse comme gibier fut autorisée jusqu'en 1988 et sa capture à la glu pour en faire un oiseau en cage était courante. Ces pratiques, associées au déboisement, ont manifestement contribué à réduire considérablement la population originelle et furent des motifs sérieux de préoccupation quant à la survie à terme de cet oiseau. Avec le statut de protection intégrale dont jouit le Bulbul de La Réunion depuis 1989, sa présence est désormais attestée de manière plus fréquente, malgré encore des cas isolés de braconnage. La concurrence possible avec le Bulbul orphée (Pycnonotus jocosus) introduit depuis l'île Maurice il y a quelques années, a également été considérée comme un facteur de régression.

## Informations complémentaires
- Liste des espèces d'oiseaux de La Réunion.
- Endémisme à La Réunion.